# Sân bay quốc tế Simón Bolívar (Colombia)
Sân bay quốc tế Simón Bolívar (IATA: SMR, ICAO: SKSM) là một sân bay ở Santa Marta, Colombia. Sân bay này có một đường cất hạ cánh dài 1700 m bề mặt nhựa đường.

## Các hãng hàng không và các tuyến điểm
Hiện có các hãng hàng không sau đang hoạt động tại sân bay Simón Bolívar:
- AeroRepública (Bogotá, Cali)
- Avianca (Bogotá, Medellín)
  - Avianca operated by SAM Colombia (Bogotá)